# Messor barbarus

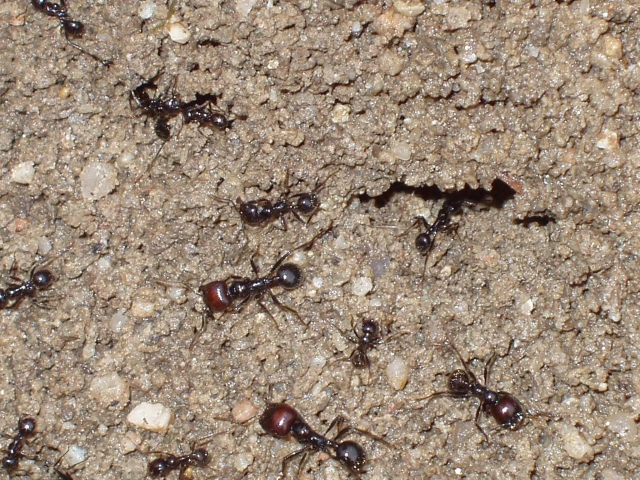
Obreres i soldats

Messor barbarus és una espècie de formiga de la subfamília dels mirmicins (Myrmicinae). S'alimenta de llavors que recol·lecta, formant llargues pistes, i transporta i emmagatzema en els formiguers. És una de les formigues més comuns als Països Catalans.

## Distribució
És comú a la península Ibèrica, al Migdia francès, a Itàlia i el nord d'Àfrica. Altres espècies properes s'estenen pels altres països mediterranis i pel Pròxim Orient.

## Característiques
La reina, que pot viure més de 20 anys, mesura entre 14 i 16 mm. És de color negre, el cap, l'abdomen i les puntes de les potes a vegades es tenyeixen de vermell, en funció de la humitat present al niu quan va ser dissenyat.
Els mascles mesuren entre 8 i 9 mm. Un cop finalitzat l'eixam, moren, s'hagin aparellat o no.
Les obreres viuen de 3 a 5 anys, són polimòrfiques i podem reconèixer tres castes principals, per bé que es troben en totes les variacions de mida:
- Obreres menors (minor). Porten l'aliment a la colònia. Amb una mesura de fins a 8 mm, aquesta casta representa l'obrera "estàndard", la casta més comuna dins d'una colònia.
- Obreres mitjanes, més grans, de vegades ajuden els soldats en la defensa de la colònia.
- Obreres majors (soldats). Poden arribar a més de 12 mm. Es reconeixen pel seu cap enorme, de vegades vermell, més gran que el seu gàster, que allotja músculs poderosos. El seu objectiu principal és aixafar les llavors més dures i la defensa de la colònia. També són capaços de transportar llavors de 60 mg als graners de la colònia.

Com tots els membres de la subfamília Myrmicinae, presenta nimfes nues (no es desenvolupen en capolls) entre l'etapa larvària i la imago.

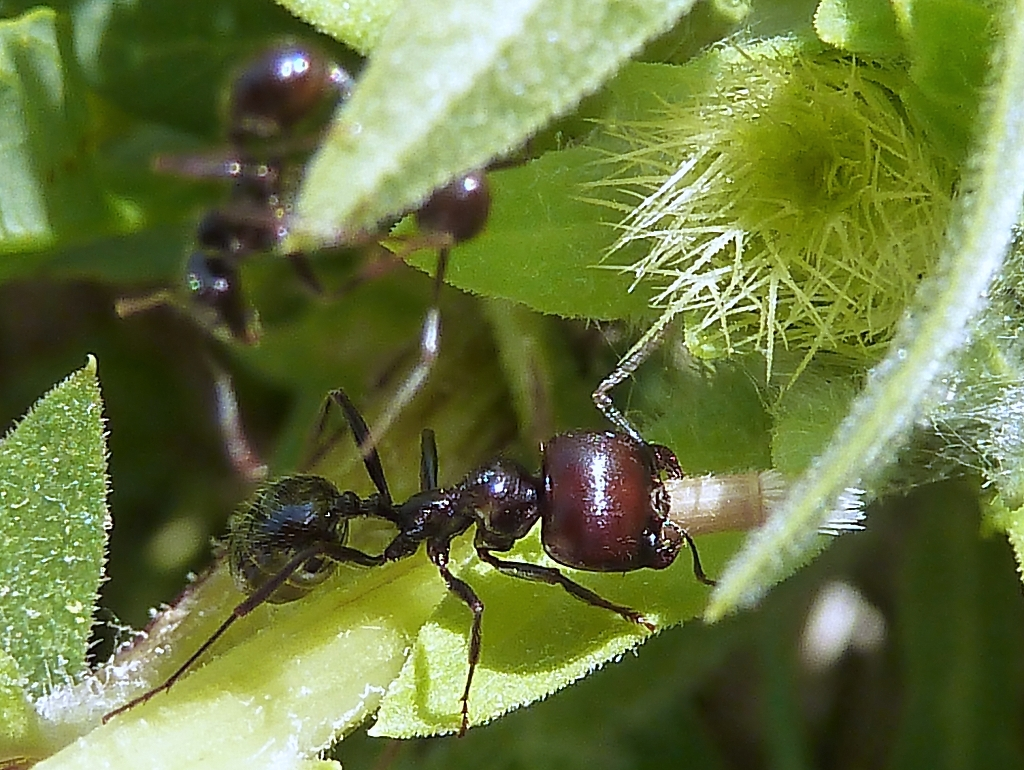
Soldat transportant una llavor

## Comportament
Messor barbarus és una espècie principalment granívora; recullen llavors que transporten al niu formant llargues pistes de doble sentit de diverses desenes de metres de llargada i uns quants centímetres d'amplada. Un cop transportades al niu, les llavors s'emmagatzemen en sec per evitar la germinació. Les formigues, incapaces d'ingerir res més que materials líquids, aixafen les llavors que mullen amb saliva. L'amilasa trenca les molècules de midó en molècules de glucosa i les dissol. La llavor es converteix en una pasta esponjosa anomenada "pa de formiga". Les formigues s'alimentaran xuclant el líquid nutrient present en aquest pa.
Una colònia adulta pot tenir 80.000 individus en captivitat.
Els eixams tenen lloc a la tardor. La reina és fecundada per diversos mascles, després perd les ales i s'enterra per passar l'hivern. Pon els seus primers ous a la primavera i cria ella mateixa la primera generació d'obreres.